# Girolamo Basso della Rovere
Girolamo Basso della Rovere (Albisola Superiore, 1434 – Fabrica, 1 september 1507) was een Italiaans kardinaal en een kardinaal-nepoot van paus Sixtus IV. Hij was tevens een neef van paus Julius II.

## Biografie
Girolamo was de zoon van Giovanni Basso, graaf van Bistagno, en Luchina della Rovere, een zuster van paus Sixtus IV. Alle kinderen uit dit huwelijk zouden naast hun vaders naam ook de naam “della Rovere” voeren.
Na zijn benoeming tot bisschop van Albenga in 1472 (gevolgd door een transfer naar het bisdom Recanati) werd hij op 10 december 1477 op voordracht van de paus verheven tot kardinaal-priester, waarbij hij de titelkerk Santa Balbina werd toegewezen. In 1492 werd hij benoemd tot kardinaal-bisschop van Palestrina.
Evenals zijn andere familieleden was Girolamo geïnteresseerd in de kunsten en letteren. Zo liet hij de basiliek van Loreto afbouwen en een van de kapellen met fresco’s decoreren door Melozzo da Forli.

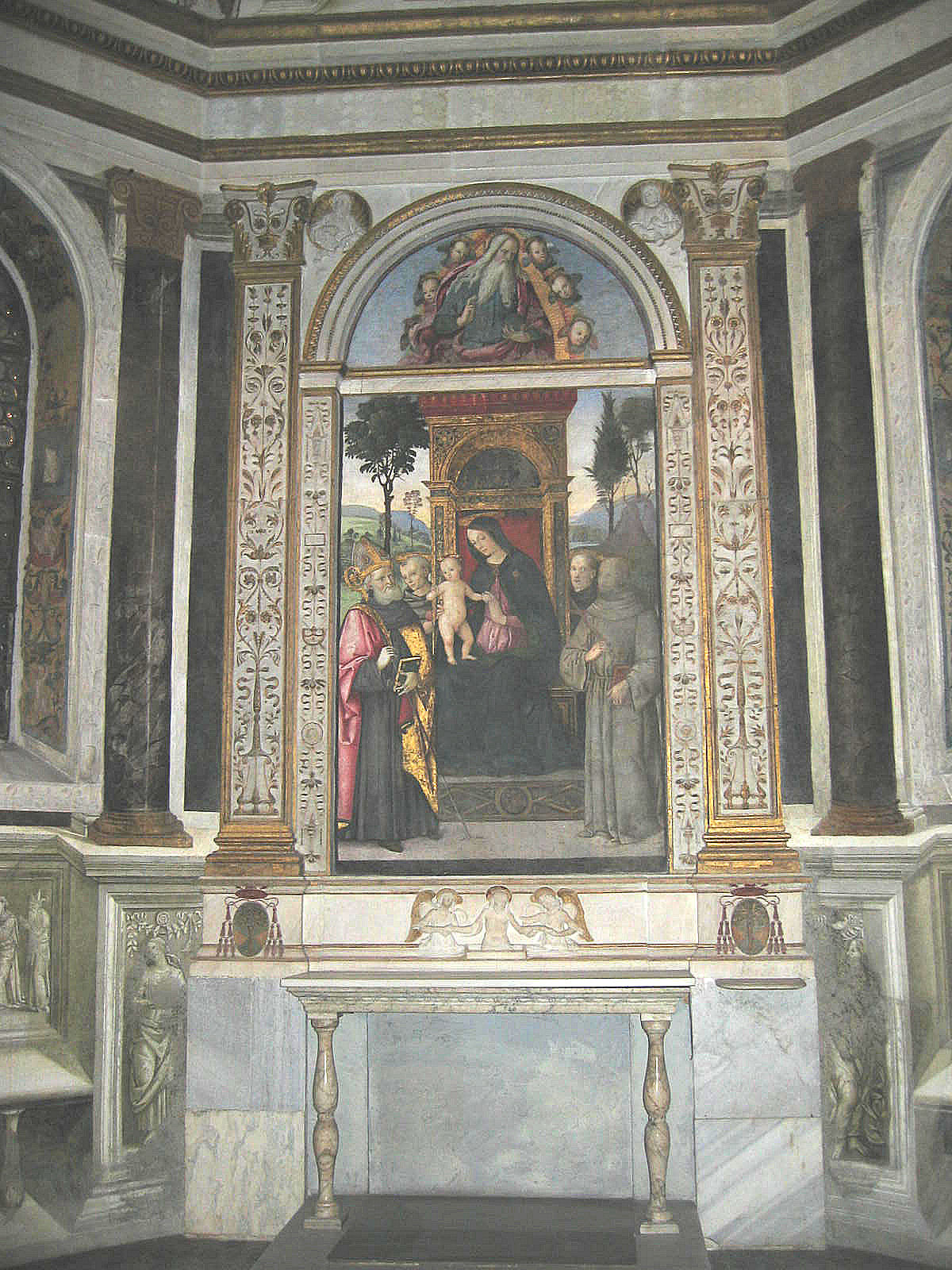
Basso della Rovere kapel in de Santa Maria del Popolo

Op 1 september 1507 overleed Girolamo te Fabrica, van waaruit zijn lichaam werd overgebracht om begraven te worden in de Santa Maria del Popolo kerk. Zijn grafmonument werd in opdracht van paus Julius II vervaardigd door Andrea Sansovino.

## Kerkelijke functies
| Titel                                   | Periode                              |
| --------------------------------------- | ------------------------------------ |
| Kanunnik van de kathedraal van Savona   |                                      |
| Bisschop van Albenga                    | 14 februari 1472 – 5 oktober 1476    |
| Bisschop van Recanati                   | 5 oktober 1476 – 1 september 1507    |
| Kardinaal-priester van Santa Balbina    | 10 december 1477 – 17 september 1479 |
| Administrateur/bestuurder bisdom Gubbio | 23 september 1482 – 9 januari 1492   |
| Kardinaal-priester van San Crisogono    | 17 september 1479 – 31 augustus 1492 |
| Kardinaal-bisschop van Palestrina       | 31 augustus 1492 – 29 november 1503  |
| Kardinaal-bisschop van Sabina           | 29 november 1503 – 1 september 1507  |

- Gemeinsame Normdatei: 123450934
- International Standard Name Identifier: 0000 0001 0773 2667
- Library of Congress Control Number: no2005016546
- Virtual International Authority File: 20589658
- WorldCat: E39PBJdcx63hvQmFVYV6Bf4H4q